# Mario (pevač)
Mario Djuar Baret (engl. Mario Dewar Barrett; rođen 27. avgusta 1986), poznatiji kao Mario, je američki ritam i bluz pevač, autor pesama, glumac, plesač i model. Do sada je izdao pet studijskih albuma. Bio je nominovan za jednu Gremi nagradu.

## Diskografija
- Mario (2002)
- Turning Point (2004)
- Go (2007)
- D.N.A. (2009)
- Dancing Shadows (2018)

## Spoljašnje veze
- Zvanični veb-sajt
- Mario na sajtu  (jezik: engleski)